# Sophus Lie

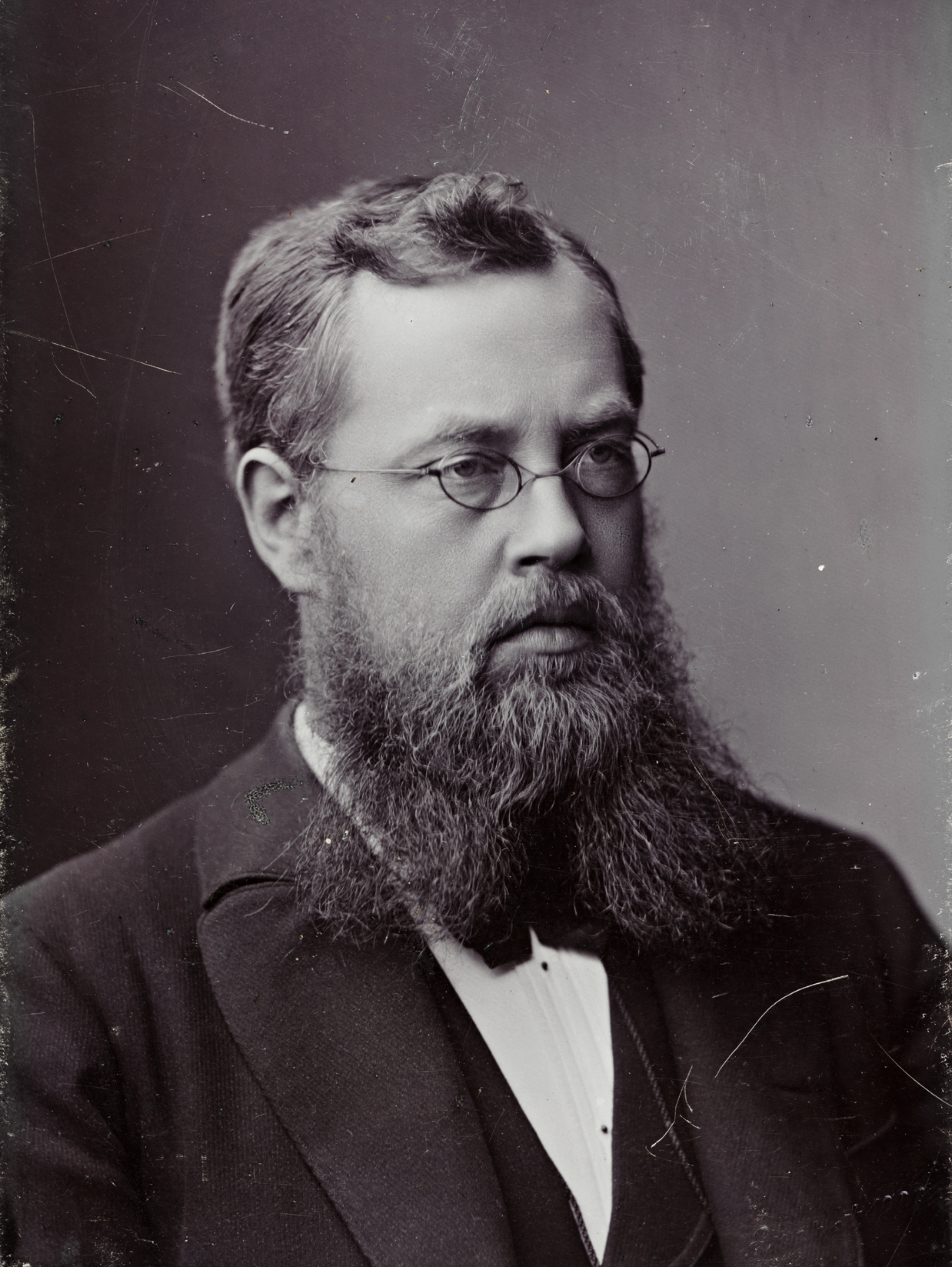
Sophus Lie (1842–1899)

Marius Sophus Lie [liː] (* 17. Dezember 1842 in Nordfjordeid; † 18. Februar 1899 in Kristiania, heute Oslo) war ein norwegischer Mathematiker.

## Leben

### Ausbildung und wissenschaftlicher Werdegang
Lie studierte von 1859 bis 1865 in Christiania (später Kristiania, heute Oslo) Naturwissenschaften und hörte 1862 bei Peter Ludwig Mejdell Sylow Vorlesungen über Gruppentheorie. Er legte 1865 das Reallehrerexamen ab und war zunächst unschlüssig über seine weitere Laufbahn. Erst 1868 wandte er sich der Mathematik zu. Seine erste mathematische Veröffentlichung, die 1869 erschien, trug ihm ein Reisestipendium ein. Dieses nutzte er zu Aufenthalten u. a. in Berlin, Göttingen und Paris. Ausschlaggebend für Lies weitere Laufbahn wurde die Bekanntschaft und Freundschaft mit Felix Klein, mit dem er 1870 nach Paris reiste und gemeinsame Arbeiten über Transformationsgruppen schrieb. 1872 wurde Lie Professor in Christiania, und 1886 wurde er als Nachfolger Kleins (der nach Göttingen wechselte) nach Leipzig berufen. Lie litt – wie später diagnostiziert wurde – unter perniziöser Anämie, was zusammen mit Schwierigkeiten im wissenschaftlichen Umfeld 1889 zu einem Nervenzusammenbruch führte. Darüber hinaus zerstritt sich Lie mit seinen Mitarbeitern Friedrich Engel und Klein über Prioritätsfragen. Ab 1892 bemühten sich norwegische Persönlichkeiten, vor allem Fridtjof Nansen, Bjørnstjerne Bjørnson und Elling Holst, um die Rückkehr Lies, zum einen aus Sorge um ihn, zum anderen aus nationalpatriotischen Gründen. 1894 verschaffte ihm das norwegische Parlament eine persönliche Professur mit einer entsprechenden Gehaltsaufstockung in Christiania. Lie kehrte jedoch erst 1898 schwer krank nach Norwegen zurück und unterrichtete privat noch einzelne seiner meist nachgefolgten Schüler. Er starb im Februar 1899 an der damals nicht heilbaren perniziösen Anämie.
Lie wurde 1886 zum Ritter des Sankt-Olav-Ordens ernannt. 1895 wurde er in die National Academy of Sciences sowie als auswärtiges Mitglied in die Royal Society gewählt. 1892 wurde er korrespondierendes Mitglied der Académie des sciences in Paris, 1894 assoziiertes Mitglied der Königlichen Akademie von Belgien in Brüssel und 1896 korrespondierendes Mitglied der Russischen Akademie der Wissenschaften in St. Petersburg. Seit 1878 war er Ehrenmitglied der London Mathematical Society.

### Familie
Seine Eltern waren Johann Lie, ab 1851 Pastor in Moss am Kristianiafjord, und dessen Ehefrau Mette Stabell. Sophus Lie heiratete im Jahr 1874 Anna Birk (1854–1920); sie war die Tochter des Oberzollbeamten Gottfried Jörgen Stenersen Birk und dessen Ehefrau Marie Elisabeth Simonsen. Das Paar hatte drei Kinder:
- Marie (* 22. Mai 1877) ⚭ 1905 den späteren Augenarzt Friedrich Leskien, Sohn von August Leskien; zusammen mit ihrem Mann übersetzte sie unter anderem Werke von Alexander Lange Kielland ins Deutsche. Sie hatten zwei Kinder.
- Dagny Lie (* 5. Juli 1880; † 28. Dezember 1945) ⚭ mit dem Pharmakologen Walther Straub (1874–1944). Sie hatten zwei Söhne.
- Herman Lie (1884–1960)

## Werk
Lie begründete die Theorie der kontinuierlichen Symmetrie und verwendete sie zur Untersuchung von Differentialgleichungen und geometrischen Strukturen. Kontinuierliche oder stetige Symmetrieoperationen sind zum Beispiel Verschiebungen und Drehungen um beliebige, auch infinitesimale, Beträge, im Unterschied zu diskreten Symmetrieoperationen wie zum Beispiel Spiegelungen.
Auf der Grundlage seiner Arbeiten wurde u. a. ein Algorithmus zur numerischen Integration von Differentialgleichungen entwickelt (Lie-Integration) oder auch die Methode der Fußpunkt-Transformation.
Um stetige Transformationsgruppen (heute Lie-Gruppen genannt) zu untersuchen und anzuwenden, linearisierte er die Transformationen und untersuchte die infinitesimalen Erzeugenden. Die Verknüpfungseigenschaften der Lie-Gruppe können durch Kommutatoren der Erzeugenden ausgedrückt werden; die Kommutator-Algebra der Erzeugenden heißt heute Lie-Algebra.
Viele weitere Begriffe und Sätze sind mit Lies Namen verbunden, u. a. Lie-Klammer, Liesche Sätze, Satz von Lie, Lie-Produktformel.

## Denkmale

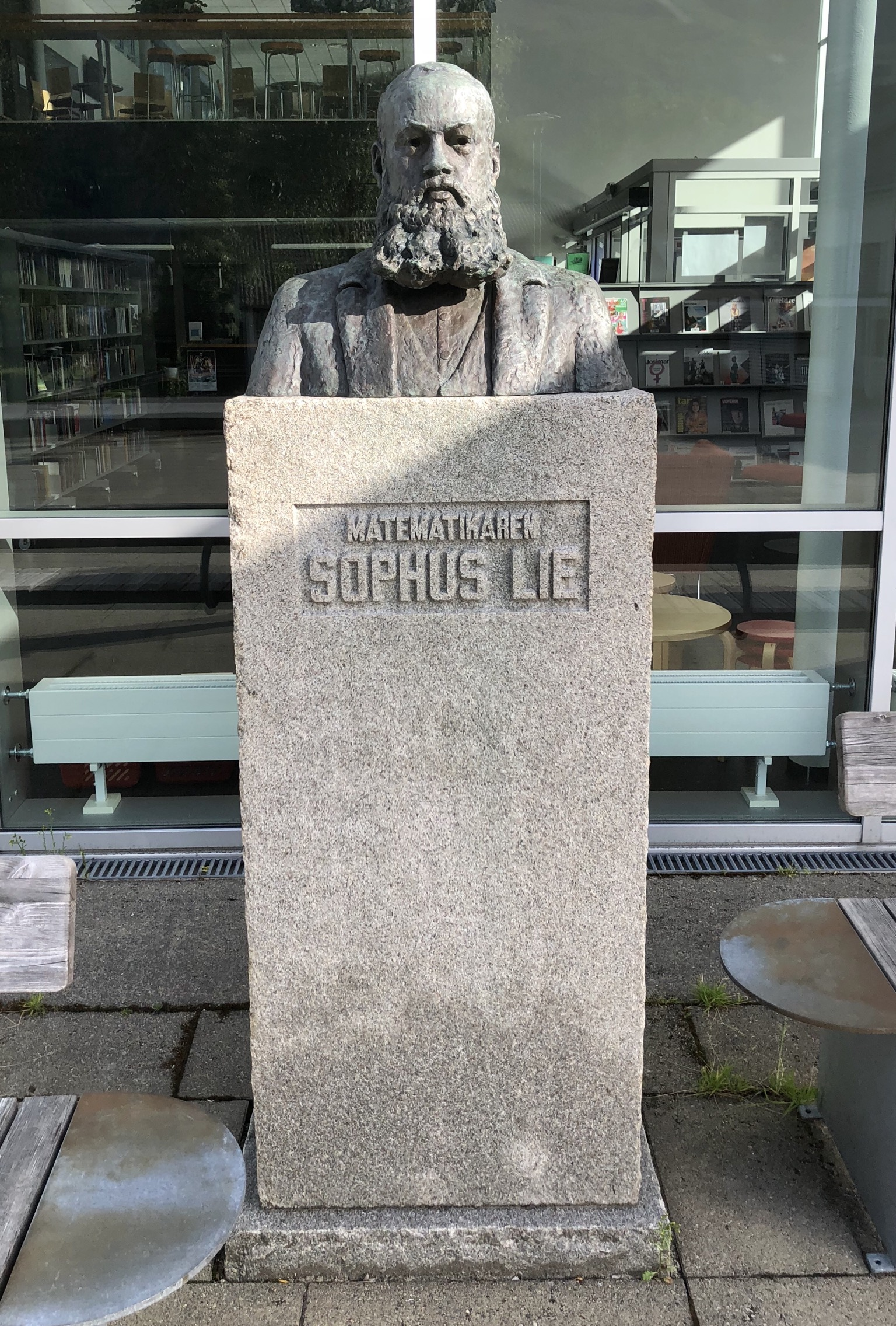
Denkmal in Nordfjordeid, 2019

Sein Geburtsort Nordfjordeid setzte ihm ein Denkmal und benannte eine Straße nach ihm.

## Schriften
- Gesammelte Abhandlungen, Leipzig (Teubner), Oslo, 7 Bände, 1922 bis 1960 (Herausgeber Friedrich Engel und Poul Heegaard)
- Theorie der Transformationsgruppen, 3 Bände, Leipzig: Teubner 1888 bis 1893, Online
- Sophus Lie: Über den Einfluß der Geometrie auf die Entwicklung der Mathematik (Leipziger Antrittsvorlesung 1886) in: Herbert Beckert, Walter Purkert Leipziger mathematische Antrittsvorlesungen. Auswahl aus den Jahren 1869–1922, B. G. Teubner, Leipzig 1987 (mit Biografie)
- G. Czichowski, Bernd Fritzsche (Hrsg.): Beiträge zur Theorie der Differentialinvarianten (Sophus Lie, Friedrich Engel, Eduard Study), Teubner Archiv zur Mathematik, Band 17, 1993 (darin von Fritzsche: Biographische Anmerkungen zu den Beziehungen zwischen Sophus Lie, Friedrich Engel und Eduard Study)
- Geometrie der Berührungstransformationen, Leipzig: Teubner 1896 (Herausgeber Georg Scheffers)
- Vorlesungen über Differentialgleichungen mit bekannten infinitesimalen Transformationen, Teubner 1912 (Herausgeber Scheffers), Online
- Über die Grundlagen der Geometrie, Wissenschaftliche Buchgesellschaft Darmstadt 1967 (ursprünglich Berichte Abh. Kgl. Sächs. Ges. Wiss. Leipzig, Math.-Naturwiss. Klasse, Band 42, 1890)
- Über Integralinvarianten und Differentialgleichungen, Vid. Selskab, Mat.-Naturv. Skrifter 1, Oslo 1902, Projekt Gutenberg